# Eleições presidenciais no Tajiquistão em 1999
As eleições presidenciais foram realizadas no Tajiquistão em 6 de novembro de 1999. Eles foram vencidos pelo titular, Emomali Rakhmov, que obteve 97,6% dos votos. A oposição, que havia exigido que as eleições fossem adiadas, e planejava boicotá-las (mas reverteu sua decisão algumas horas antes do início da votação), descreveu o resultado como ilegal. Observadores estrangeiros também criticaram as eleições, particularmente no que diz respeito às questões de registro de candidatos, acesso à mídia e irregularidades na votação, incluindo múltiplas votações. 
A participação foi relatada como sendo 98,9% dos 2.866.578 milhões de eleitores registrados.

## Resultados
| Candidato                            | Partido                              | Votos     | %      |
| ------------------------------------ | ------------------------------------ | --------- | ------ |
| Emomali Rakhmov                      | Partido Democrático Popular          | 2,749,908 | 97.62  |
| Davlat Usmon                         | Partido Renascentista Islâmico       | 59,857    | 2.12   |
| Contra todos                         | Contra todos                         | 7,051     | 0.25   |
| Total                                | Total                                | 2,816,816 | 100.00 |
|                                      |                                      |           |        |
| Votos válidos                        | Votos válidos                        | 2,816,816 | 99.34  |
| Votos inválidos/em branco            | Votos inválidos/em branco            | 18,774    | 0.66   |
| Total de votos                       | Total de votos                       | 2,835,590 | 100.00 |
| Eleitores registrados/comparecimento | Eleitores registrados/comparecimento | 2,866,578 | 98.92  |